# Boissise-le-Roi
Boissise-le-Roi è un comune francese di 3 653 abitanti situato nel dipartimento di Senna e Marna nella regione dell'Île-de-France.
Vi si trovava l'abbazia di San Vittore.

## Storia

### Simboli
Lo stemma del comune è stato adottato nel 2000.
Lo stemma del comune ha origine da quello della famiglia de Thumery, signori di Boissise: d'oro, alla croce di rosso, accantonata da quattro aquile al volo spiegato di nero. Il comune ha sostituito le quattro aquile dei de Thumery con altrettante rose al naturale.

## Società

### Evoluzione demografica
Abitanti censiti

## Amministrazione

### Gemellaggi
- Caerano di San Marco, dal 2002